# Ștefan Radu
Ștefan Daniel Radu (Bukarest, 1986. október 22. –) román válogatott labdarúgó, jelenleg a Lazio játékosa. Posztját tekintve hátvéd.

## Sikerei, díjai
Dinamo București
- Román bajnok (1): 2006–07
- Román kupagyőztes (1): 2004–05
- Román szuperkupagyőztes (2): 2005

Lazio
- Olasz kupagyőztes (2): 2008–09, 2012–13
- Olasz szuperkupagyőztes (1): 2009